# Merchandise Mart

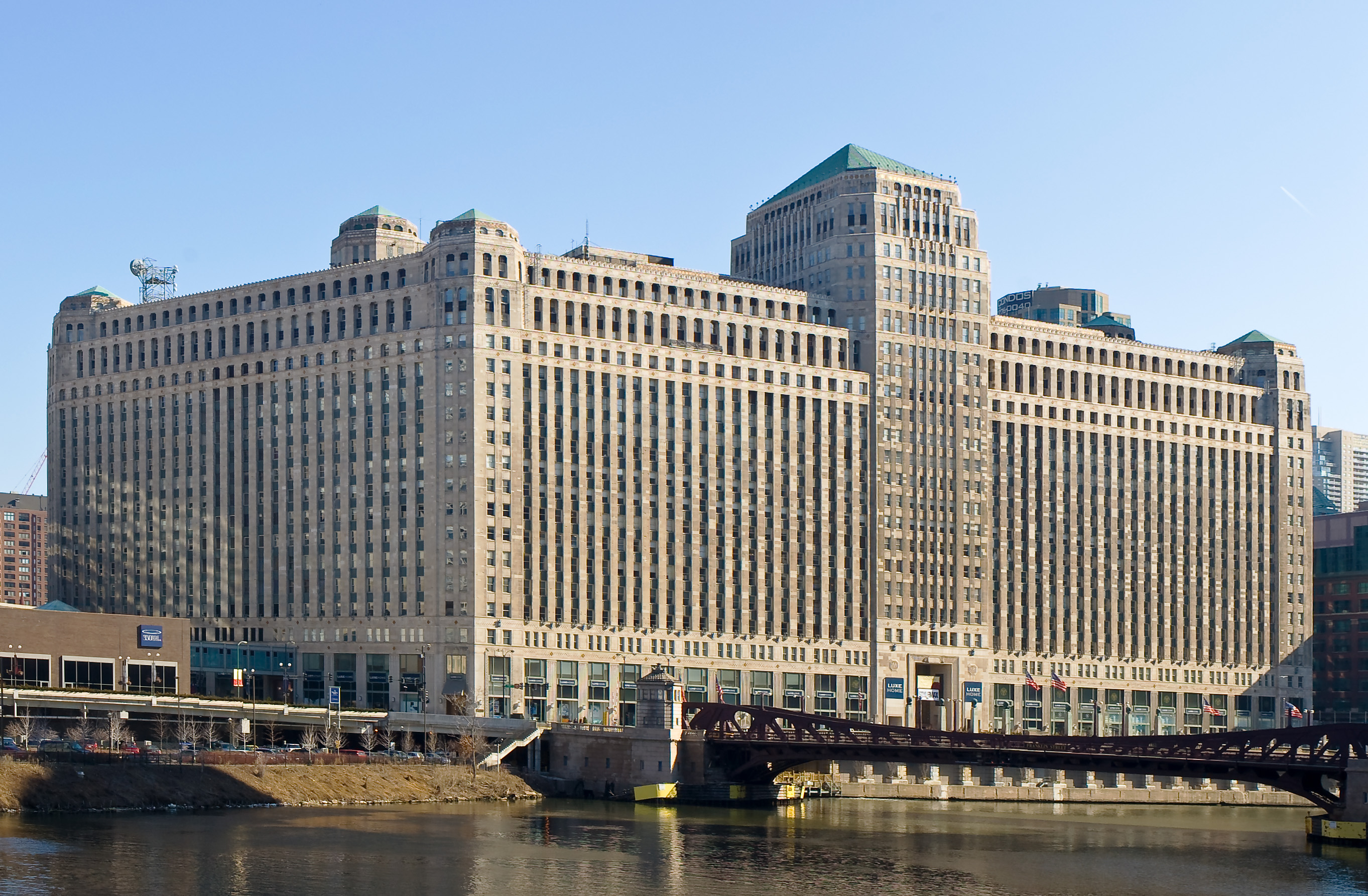
Merchandise Mart

Der Merchandise Mart (kurz Merch Mart) ist ein Kaufhaus in Chicago. Bei seiner Eröffnung 1930 war er das größte Gebäude der Welt. Errichtet wurde das Gebäude auf dem Gelände der 1911 aufgegebenen Wells Street Station der Chicago and North Western Railway.

## Geschichte
Der Mart bündelte Chicagos Großhandel unter einem Dach.
Das Chicagoer Architekturbüro Graham, Anderson, Probst and White entwarf den Merchandise Mart als „Stadt in einer Stadt“. Der Merchandise Mart ist so groß, dass er bis 2008 seine eigene Postleitzahl hatte (60654).
Eigentümer waren die Nachfahren von Marshall Field. 1945 erwarb Joseph P. Kennedy unter Einsatz von nur $ 800.000 Eigenkapital für knapp US$ 13 Mio. die Merchandise Mart, die 1930 ursprünglich einmal für $ 30 Mio. errichtet worden war und damals mit ihren 372.000 m² nicht nur die größte Gewerbeimmobilie der Welt war, sondern in der auch das vom Outfit kontrollierte Glücksspiel und die Prostitution florierten. Der Kauf der Merchandise-Mart ist insofern bemerkenswert, da Kennedy sie für etwas weniger als die Hälfte ihrer ursprünglichen Errichtungskosten erwarb, obwohl sich der nationale Immobilienindex für die Errichtungskosten im Jahr 1930 zu deren Handelswert im Jahr 1945 mehr als verdoppelte. Die Entwicklung des Index konnte die Merchandise-Mart zwar u. a. deshalb nicht nachvollziehen, weil ein großer Teil ihrer Büros von staatlichen Behörden belegt war, die nur eine sehr geringe Miete hierfür bezahlten, doch zum Zeitpunkt ihres Verkaufs stand sie bei Marshall Field’s immerhin noch mit US$ 21 Mio. in den Büchern. Unmittelbar nach dem Erwerb gelang es Kennedy, die staatlichen Behörden zum Auszug zu bewegen und sie durch gewerbliche Mieter zu ersetzen, wodurch er die jährlichen Mieteinnahmen aus diesem Objekt auf US$ 13 Mio. und dessen Verkehrswert auf US$ 75 Mio. steigerte.
1998 wurde die Merchandise Mart Properties, Inc. MMPI vom Vornado Realty Trust übernommen. Anfang 2007 wurde das Gebäude auf 917 Millionen US-Dollar geschätzt.
2007 wurde das Gebäude mit dem LEED in Silber für Altbauten ausgezeichnet.

## Kunst am Bau
1953 gab Joseph P. Kennedy acht Bronze-Büsten in Auftrag, um „herausragende US-amerikanische Händler zu verewigen“, die „Merchandise Mart Hall of Fame“:
- Frank Winfield Woolworth,
- Marshall Field,
- Aaron Montgomery Ward
- Julius Rosenwald
- Robert Elkington Wood
- John Wanamaker
- Edward Albert Filene und
- George Huntington Hartford

## Außenbeleuchtung
Es gehört zur Tradition des Hauses, die Fassade und die Fenster der äußeren Türme mit nach oben gerichteten Leuchten zu illuminieren. Dabei wird zu bestimmten Tagen farbiges Licht eingesetzt: zum Saint Patrick’s Day in irischem Grün, im Herbst zu Halloween und Thanksgiving in Orange. Andere Farben werden zum Beispiel in der Krebs-Vorsorge-Woche und zu anderen Gelegenheiten eingesetzt. 
Zur Art Chicago im Jahre 2008 illuminierte die amerikanische Künstlerin Jenny Holzer die Fassade des Merchandise Mart mit einem Gedicht der polnischen Nobelpreisträgerin für Literatur Wisława Szymborska.
In der Nacht wird die Außenbeleuchtung abgestimmt mit den Farben des Antennenturms des Willis Tower, des John Hancock Center sowie den Obergeschossen des Aon Center.

## ÖPNV

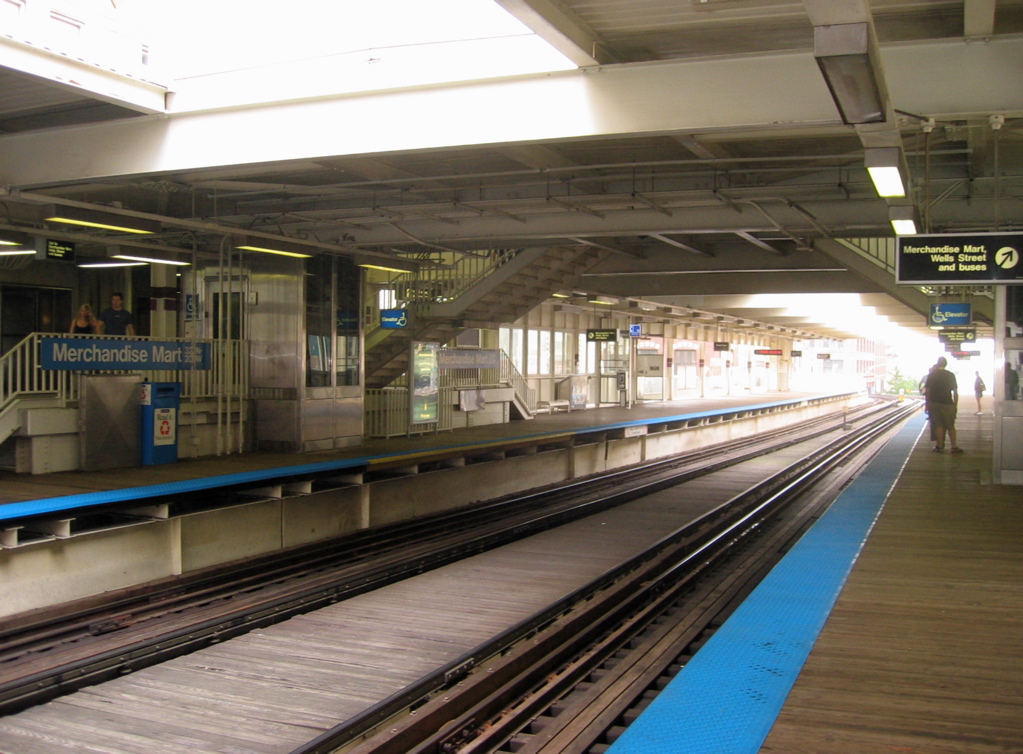
Merchandise Mart elevated station.

Der Mart hat einen eigenen Bahnhof im 'L'-System der Chicago Transit Authority.